# Thimert-Gâtelles
Thimert-Gâtelles is een gemeente in het Franse departement Eure-et-Loir (regio Centre-Val de Loire). De plaats maakt deel uit van het arrondissement Dreux. Thimert-Gâtelles telde op 1 januari 2022 1.240 inwoners.

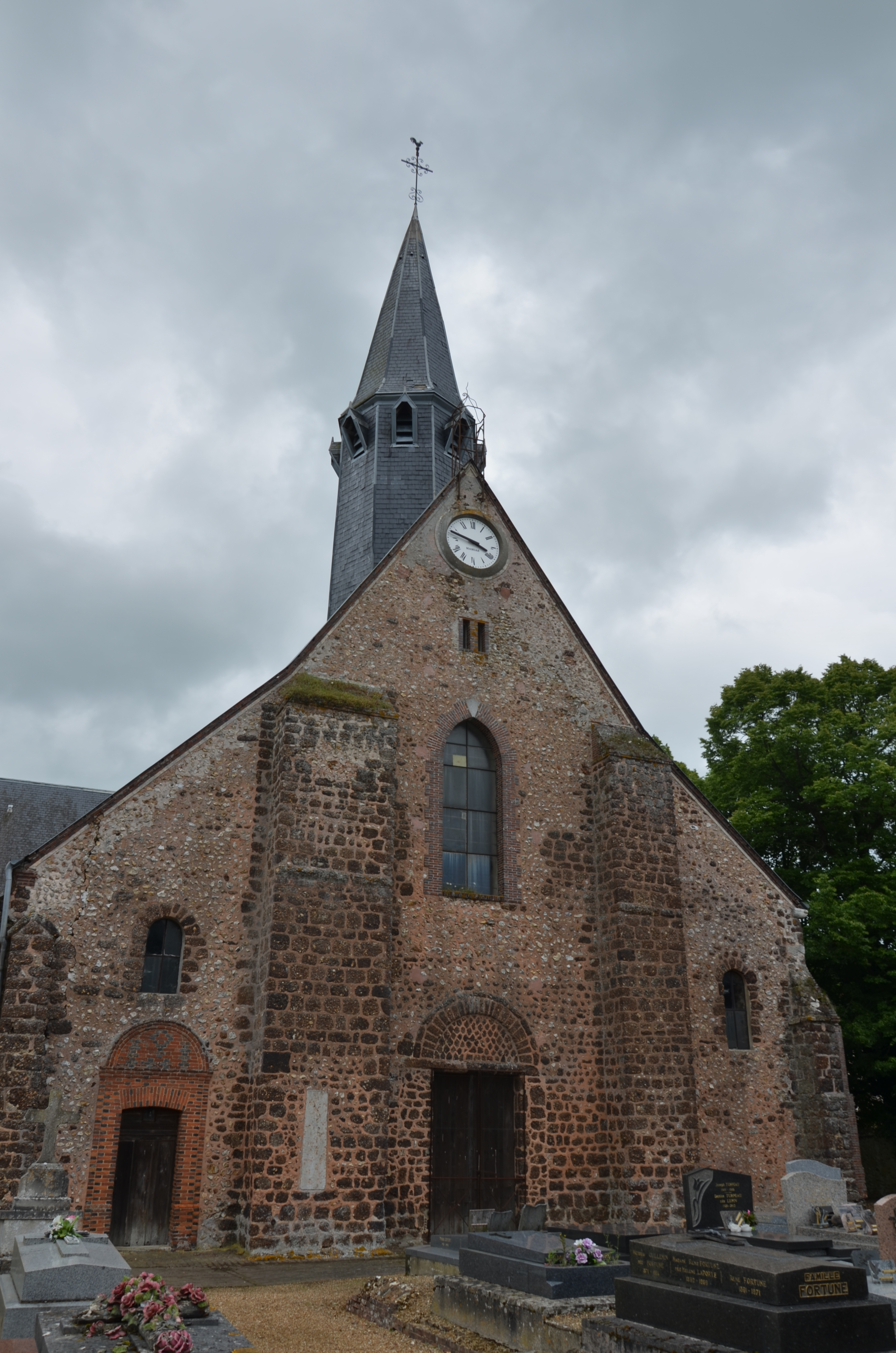
Kerk van St Pierre, Thimert
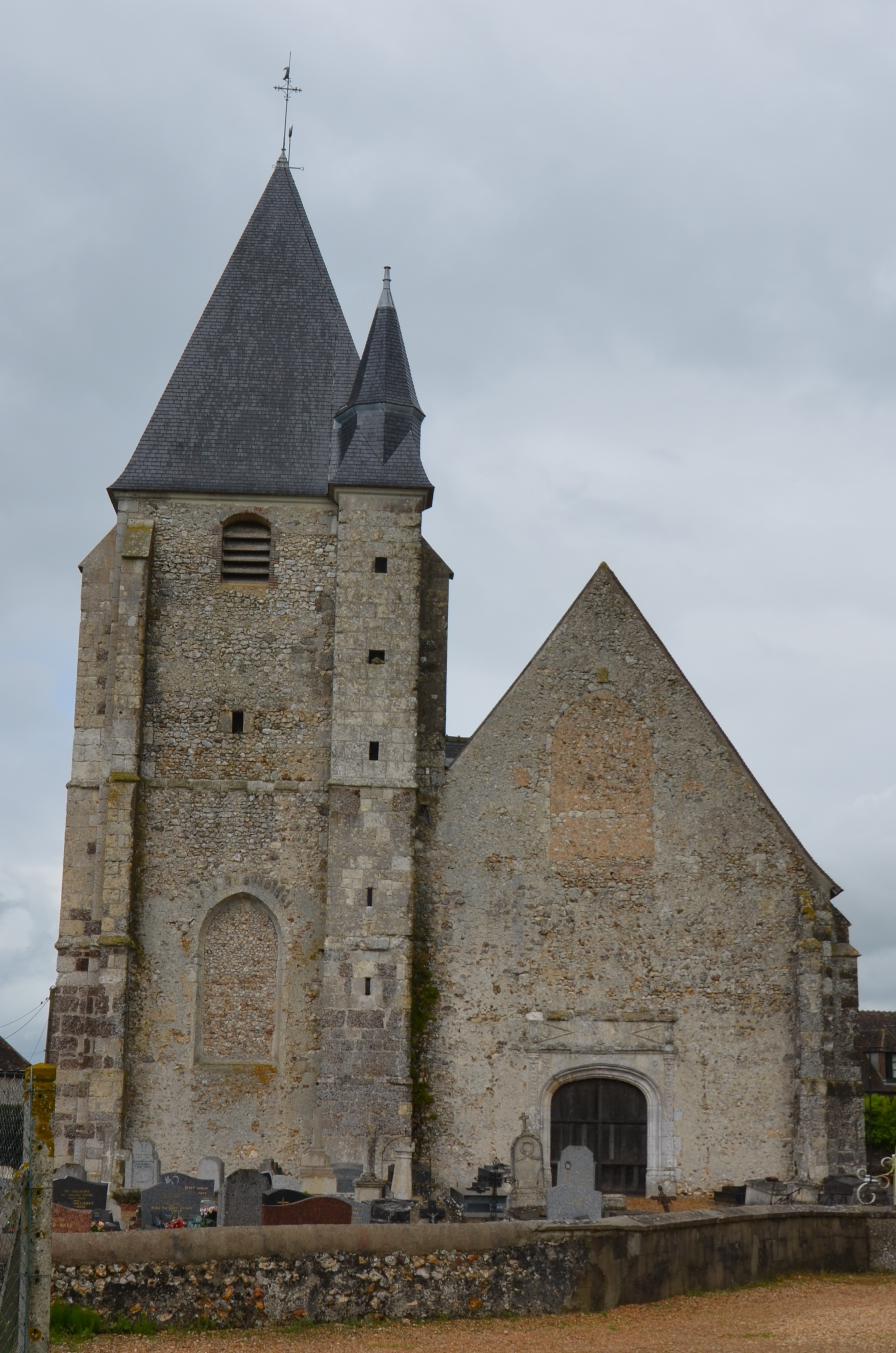
Kerk van St Blaise, Gâtelles
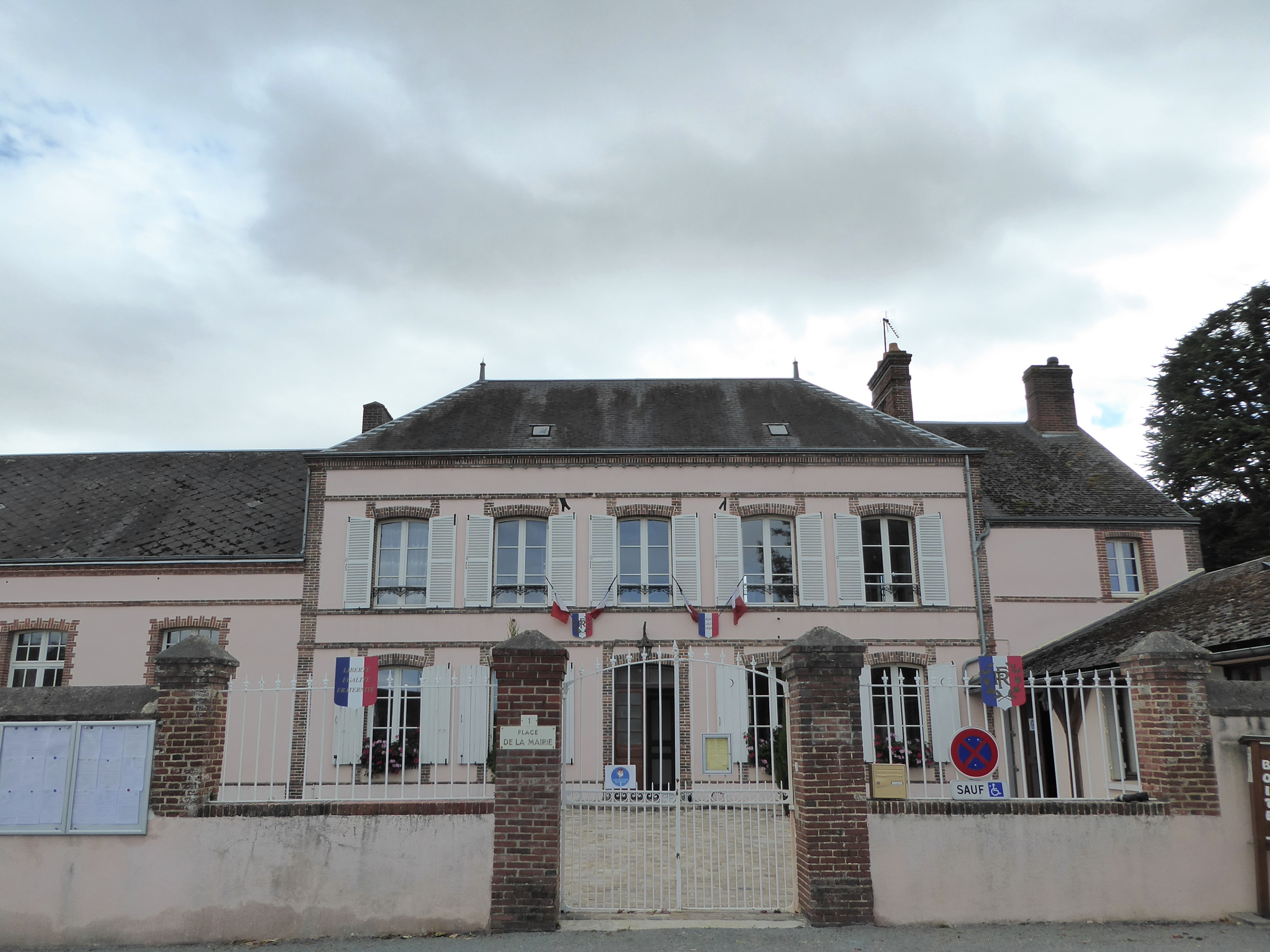
Gemeentehuis

## Geografie
De oppervlakte van Thimert-Gâtelles bedroeg op 1 januari 2022 42,67 vierkante kilometer; de bevolkingsdichtheid was toen 29,1 inwoners per km².

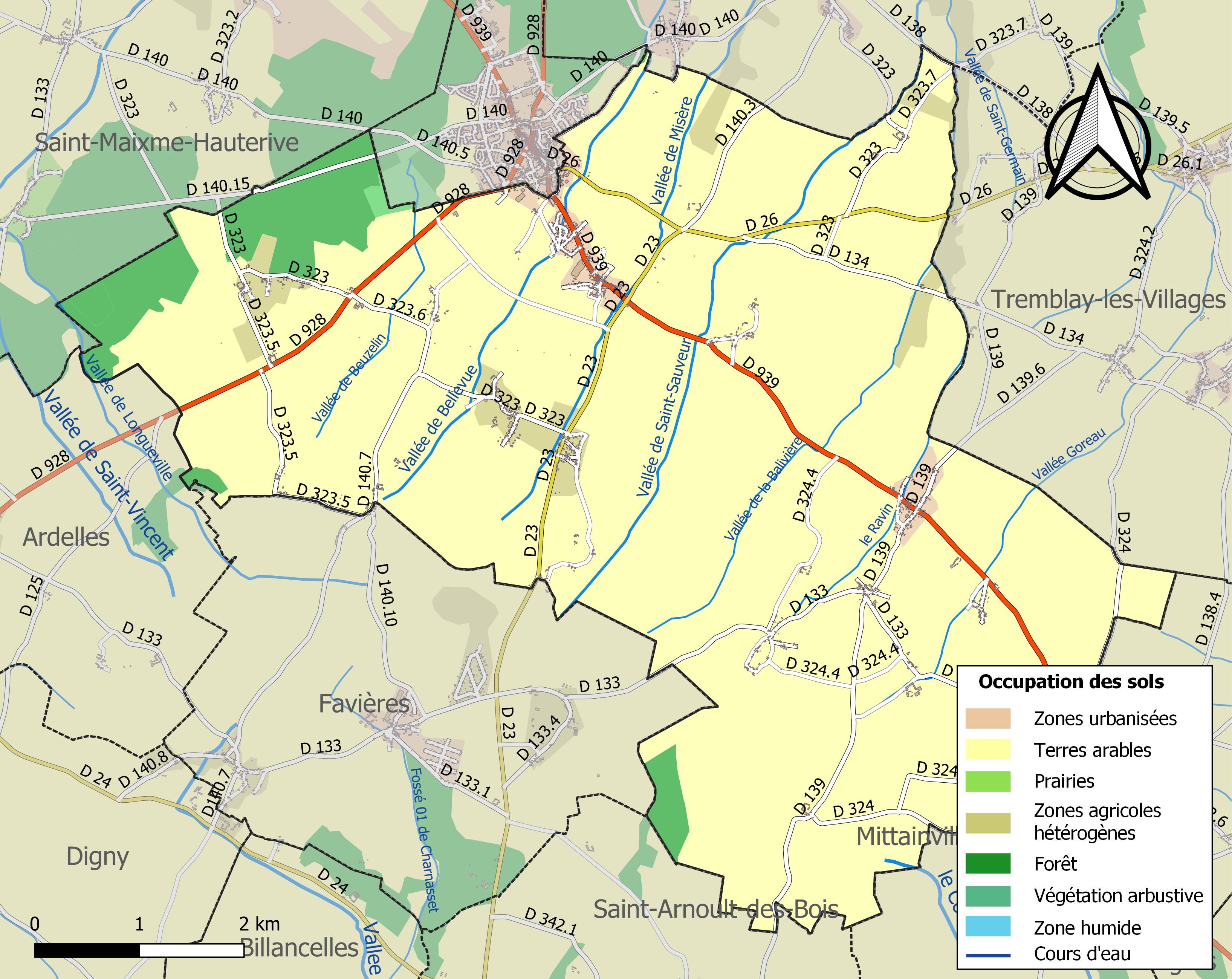
Kaart van de gemeente met belangrijkste infrastructuur, bodemgebruik en omliggende gemeenten

## Demografie
Onderstaande figuur toont het verloop van het inwonertal (bron: INSEE-tellingen).